# ニック・テイト
ニコラス・ジョン・”ニック”・テイト（Nicholas John "Nick" Tate、1942年6月18日 - ）は、オーストラリア出身の男優。

## 来歴
俳優のジョン・テイト、女優のネヴァ・カー・グリンの息子として生まれる。母方の祖父母はヴォードヴィルで活動するアイルランドの俳優だった。父ジョンはロシア出身で、『スペース1999』のプロデューサーであるジェリー・アンダーソンと面識があり、『サンダーバード』に声優として出演していた。
1966年から俳優として活動を始め、オーストラリアのテレビドラマ『My Brother Jack』に出演し、次にミュージカル『カンタベリー物語』に18か月間出演した。
1970年には『Dynasty』に出演し、父と子の二役を演じた。
1973年からは『スペース1999』にアラン・カーター役で出演。
1976年には映画『The Devil's Playground』に出演した。この他に『X-ファイル』『ドクタークイン 大西部の女医物語』『新スタートレック』などのアメリカ合衆国のテレビドラマにゲスト出演し、『スパイ大作戦』『ジュラシック・パーク』の予告も担当している。
1997年に出演した短編映画『5 Men and a Limo』では他の出演者と共に賞を授与されている。
2006年には舞台の『タイタニック』でエドワード・スミス役を演じている。

## 人物
日本語が得意だと自ら語っていたが、その実力は不明。

## 出演作品

### 映画
- ルーカス・ルーカス（1988年）
- 戦場にかける橋2 クワイ河からの生還（1989年）
- ルパン三世（2014年）

### テレビドラマ
- 新スタートレック（1990年） - ダーゴ
- スタートレック:ディープ・スペース・ナイン（1998年） - リアム・ビルビー